# 閭潔
閭潔（1466年—？），字汝清，陝西平涼府涇州人，軍籍，明朝政治人物。

## 生平
陝西鄉試第十名舉人。弘治六年（1493年）中式癸丑科會試第九十五名，三甲第一百一十名進士。十一年十二月实授山西道監察御史，正德二年（1507年）巡按南直隶。

## 家族
曾祖閭久敬；祖父閭瑛，贈戶部主事；父閭鐸，義官。母史氏；繼母孟氏。重庆下。